# Svärmning (honungsbin)

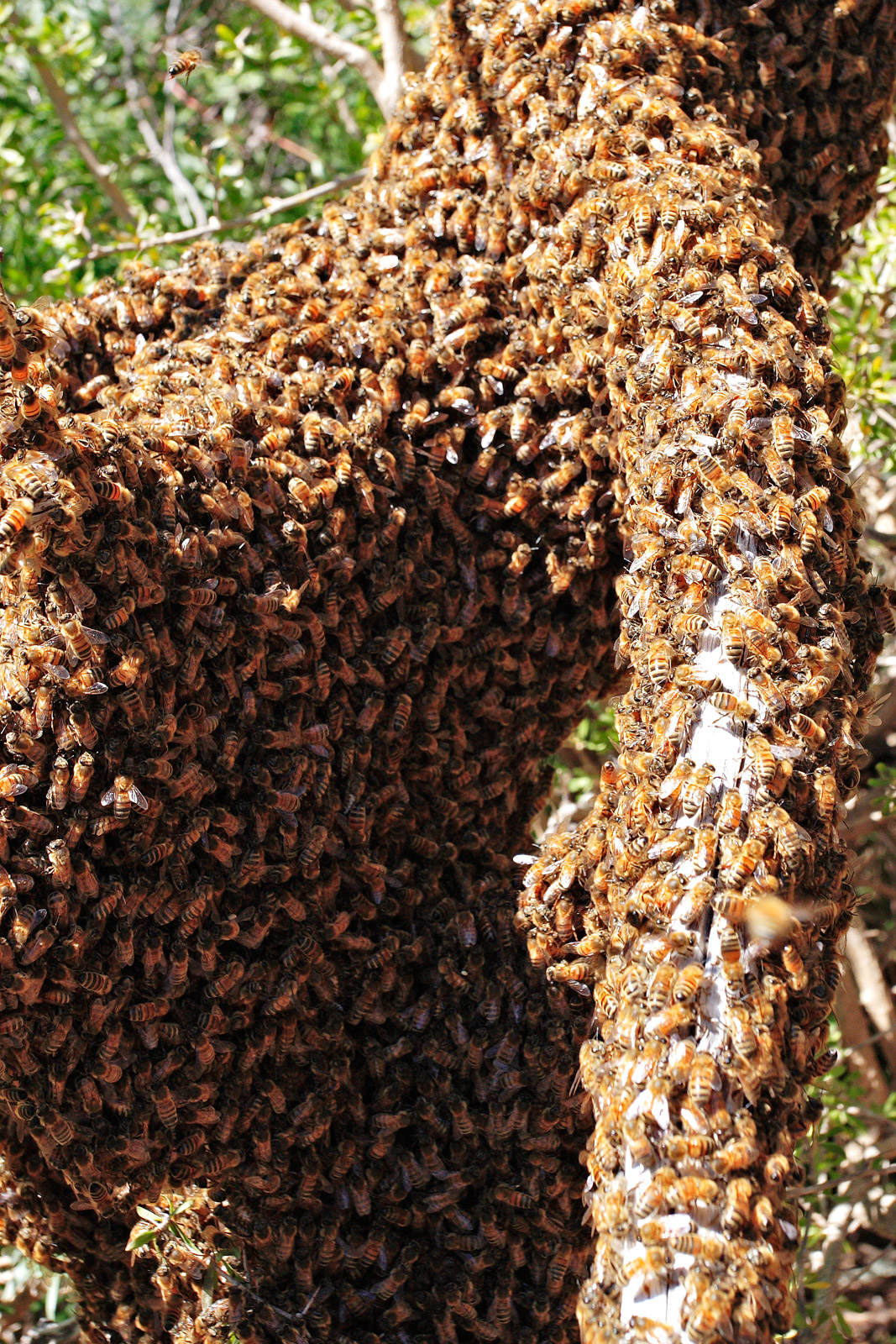
Bisvärm på en nedfallen stam.

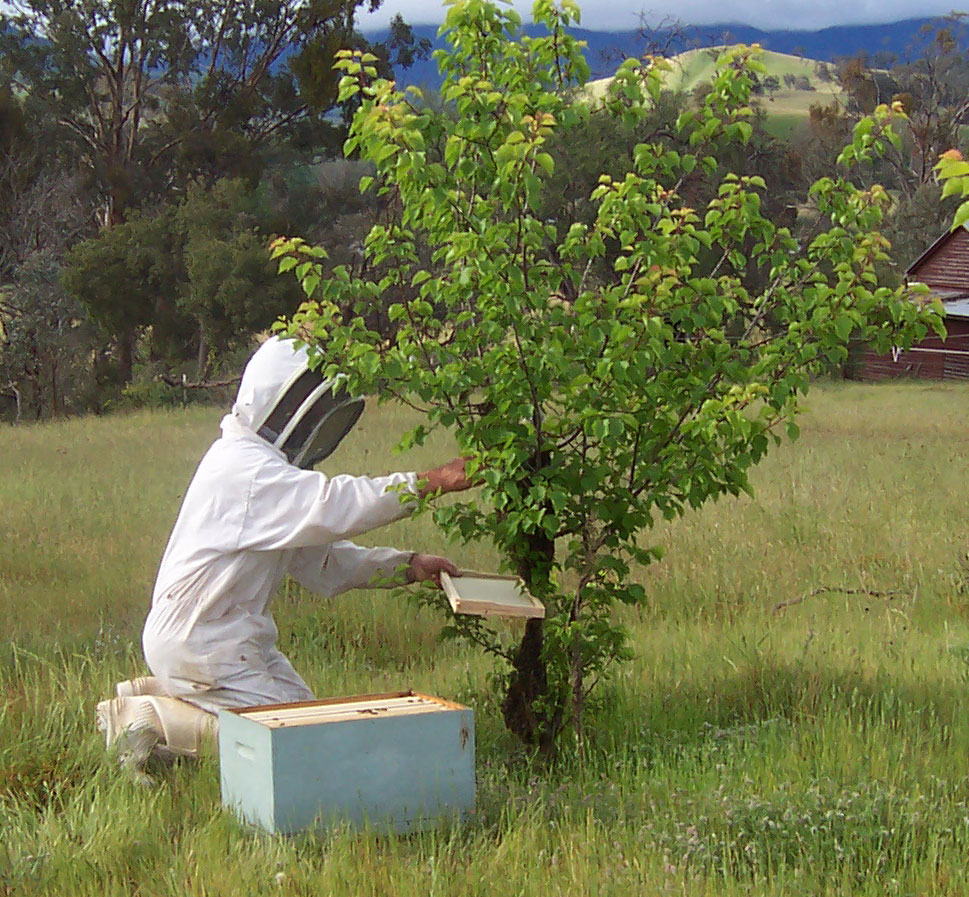
En biodlare tar in en bisvärm.

Bisamhällen förökar sig i naturen genom svärmning, som normalt innebär att den äldre drottningen lämnar samhället tillsammans med ett stort antal arbetsbin, några drönare och så mycket honung som man kan ta med sig. Svärmningen startar när bisamhället har minst en ny drottning på gång. Riktigt stora bisamhällen kan förutom svärmning med den äldre drottningen få ett antal eftersvärmar med nya drottningar.
På försommaren lägger drottningen ägg i några särskilt formade celler, så kallade drottningceller. Så snart en ny drottninglarv är färdig att täckas börjar en viss oro märkas i kupan. Den gamla drottningen går ut i svärm vid lämplig väderlek och efter hand som de nya drottningarna några dagar senare kläcks (det kan vara så många som tjugo stycken) svärmar de tills samhället är helt utarmat. Denna så kallade svärmning företas endast i soligt väder och vanligen vid middagstid. Svärmen med den gamla drottningen (försvärmen) flyger vanligen inte långt, eftersom den befruktade och äggfyllda drottningen är för tung för att kunna flyga långa sträckor. Svärmen slår sig därför snart ned på en gren eller något annat lämpligt föremål och bildar en hängande klunga. Om man tar in denna i en tom kupa bosätter sig svärmen i den.
I den lämnade kupan har minst en ny hona kommit fram och blivit hälsad som drottning av arbetsbin. Men eftersom det oftast är flera honor som kommer fram ungefär samtidigt, så måste en eller flera av dem rymma fältet, åtföljd av sina trogna, för det kan inte existera mer än en drottning i ett samhälle utan att strid på liv och död uppstår mellan dem. Genom sådan utvandring uppkommer eftersvärmarna. En eftersvärm flyger vanligen längre bort, eftersom den obefruktade honan är lättare och rörligare. Eftersvärmarna kräver också större påpasslighet från biodlarens sida. Om inte svärmen blir intagen uppsöker den något ihåligt träd, en murspricka eller någon annan passande lokal och grundar där ett nytt samhälle. Ett sådant förvildat samhälle dör oftast ut redan under den kommande hösten eller vintern.
Den första eftersvärmen (den så kallade andrasvärmen) kommer ungefär på nionde dagen efter försvärmen. Tredjesvärmen kommer på tredje dagen efter andrasvärmen. Därefter kan eftersvärmar följa nästan dag för dag. Ofta händer det dock att bina har tillfredsställt sin svärmlystnad redan efter andrasvärmen och därför dödar alla kvarvarande drottningyngel. Tre veckor efter försvärmens avgång sägs moderkupan ha avsvärmat. Det betyder att någon ytterligare svärm inte är att förvänta under den sommaren.